# 月岡忠夫
月岡 忠夫（つきおか ただお）は、日本の実業家。ツキオカフィルム製薬株式会社創業者。

## 人物・経歴
1962年　岐阜県立華陽高等学校（現・岐阜県立華陽フロンティア高等学校）卒業。1966年岐阜市に月丘箔押を創業。箔押印刷技術で全国3本の指に入る企業に育て上げる。
1988年「株式会社ツキオカ」に改称。
箔押し印刷技術を活かし、食用純金箔粉(食品添加物製造業)の製品化に成功、世界中の特許を取得。
その後、水溶性可食フィルム(食品、化粧品、医薬部外品業)の自社製造に着手。
2002年、地元岐阜の大学と共同開発し、日本で初めてフィルム製剤を開発。
2007年、医薬品製造業の許可を得てフィルム製剤業創設。フィルム製剤業(製薬業)へと変化を続ける。
嚥下（えんげ）障がい者や高齢者、幼児などに水無しで飲みやすい薬を提供する等、薬品業界でも使用される。
2012年「ツキオカフィルム製薬株式会社」に改称。
2013年「伝統的箔押印刷技術を応用し、フィルム製薬業へ変改した」として、第5回ものづくり日本大賞（内閣総理大臣賞）を受賞。   